# Det är en dag i morgon också
Det är en dag i morgon också är en svensk dokumentärfilm från 2011 av Johan Carlsson och Pehr Arte. Dokumentärfilmen handlar om regissören Roy Andersson, om hans praktiska filmhantverk och hans tankar och idéer kring arbetet med filmen Du levande. 